# フチゾリリクガメ
フチゾリリクガメ（Testudo marginata）は、爬虫綱カメ目リクガメ科チチュウカイリクガメ属に分類されるカメ。別名マルギナータリクガメ。

## 分布
アルバニア南部、ギリシャに自然分布。イタリア（サルデーニャ島、トスカーナ州）に移入。

## 形態
最大甲長39センチメートルとチチュウカイリクガメ属最大種。背甲は細長く扁平。後部縁甲板が、外側へ広がることが和名の由来になっている。種小名marginataは「縁のある」の意。腹甲には3-4対の三角形の斑紋が入る。
後部縁甲板の広がりはオスで顕著。幼体は後部縁甲板の突出が弱い。

## 分類
ミトコンドリアDNAの全塩基配列を決定し最大節約法と最尤法による系統解析から、いずれも属内ではエジプトリクガメと単系統群を構成すると推定されている。
亜種ペロポネソスフチゾリリクガメを基亜種と分布が重複しても存在することから独立種とする説もある。一方で亜種間交雑すること、中間型の個体が多いことから亜種とする説、単なる成長不良として亜種を認めない説もある。サルデーニャ島の個体群を亜種T. m. sardaとする説もあるが、移入個体群であるため亜種として認められていない。
Testudo marginata marginata Schepff, 1792 オオフチゾリリクガメ
アルバニア南部、ギリシャ（ペロポネソス半島南西部を除く）
最大亜種。背甲が暗色化する傾向があり、暗褐色一色になる個体もいる。後部縁甲板の突出が強い。
Testudo marginata weissingeri Bour, 1995 ペロポネソスフチゾリリクガメ
ギリシャ（ペロポネソス半島南西部）
最大甲長27センチメートル。背甲が暗色化する傾向や後部縁甲板の突出が弱い。

## 生態
乾燥した荒地などに生息し、オリーブ畑を除く農耕地で見られることはまれ。地面に空いた穴や岩の隙間を隠れ家とするが、亜種ペロポネソスフチゾリリクガメとされる個体群は深さ3メートルに達する巣穴を掘って生活する。夏季（基亜種の山間部に生息する個体群は冬季にも）は休眠する。
食性は植物食で、草、木の葉、花、果実などを食べる。
繁殖形態は卵生。基亜種は1回に4 - 7個、亜種ペロポネソスフチゾリリクガメは4個以下の卵を産む。

## 人間との関係
農作物を食害する害獣とみなされ、駆除されることもある。
野火、農地や観光開発などにより生息数が減少している。一方で元々人間が利用しない環境に生息していること、大規模な採集が行われたことがないこと、野生個体の採集や輸出が厳しく制限されているため絶滅の危険はないと考えられている。
ペットとして飼育されることがあり、日本にも輸入されている。ヨーロッパから飼育下繁殖個体のみが少数流通する。主に基亜種が流通しているとされるが、亜種ペロポネソスフチゾリリクガメとされる飼育下繁殖個体個体も輸入されている。

## 画像

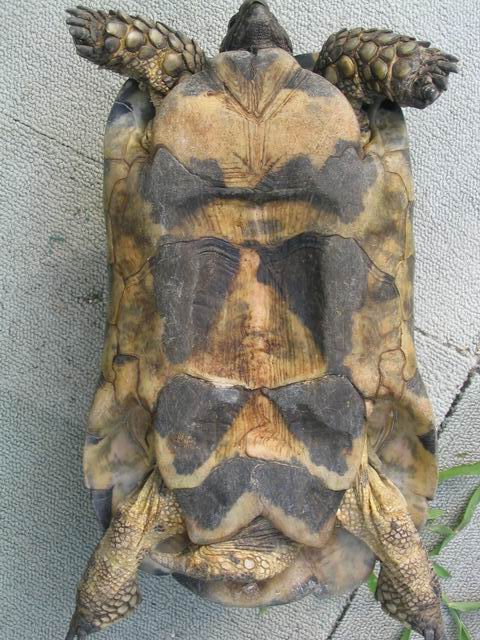
オスの腹甲
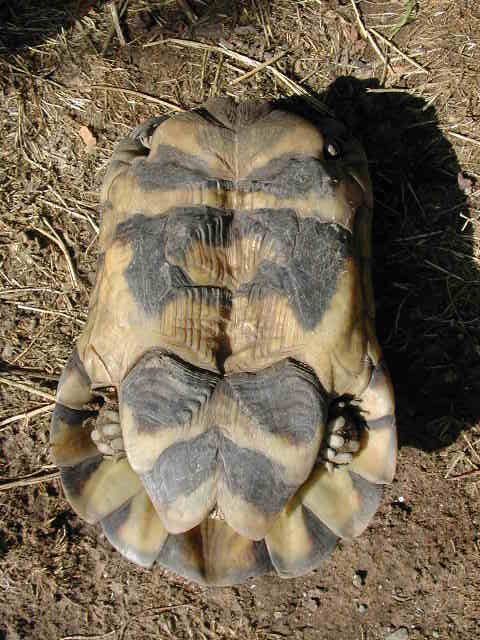
メスの腹甲
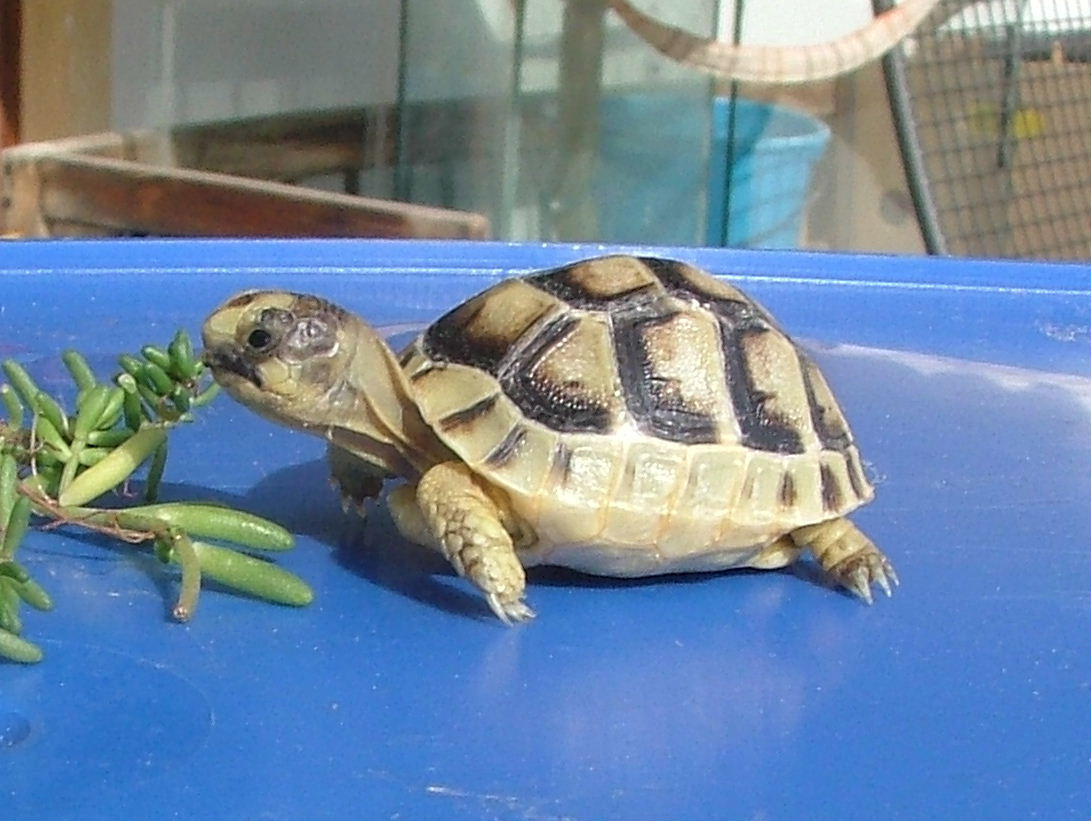
幼体